# 本田正次
本田 正次（ほんだ まさじ、1897年1月20日 - 1984年7月1日）は、熊本県熊本市出身の植物学者。東京大学名誉教授。昭和天皇の植物研究の相手も務め、伊豆や那須に同行した。

## 経歴
1897年（明治30年）1月20日、熊本県熊本市に生まれた。熊本県立熊本中学校、第五高等学校を経て、1921年（大正10年）5月に東京帝国大学理学部植物学科を卒業し、同時に東京帝国大学助手に任じられた。
1931年（昭和6年）3月に博士（理学）の学位を授与され、1934年（昭和9年）4月に東京帝国大学助教授に就任した。1940年（昭和15年）7月には史蹟名勝天然紀念物調査会臨時委員となり、1942年（昭和17年）9月には史蹟名勝天然紀念物調査会委員となった。同年12月には東京帝国大学教授に就任した。
1943年（昭和18年）12月には東京都から史跡名勝天然紀念物調査を嘱託され、1944年（昭和19年）3月には国から天然紀念物調査を嘱託された。戦後の1950年（昭和25年）10月2日、原寛とともに皇居に招かれ、昭和天皇と吹上御苑内を散策しながら植物調査を行う。同年12月には文化財専門審議会専門委員に併任され、1952年（昭和27年）5月には東京都文化財専門委員を委託された。1952年（昭和27年）12月まで東京大学理学部付属植物園（小石川植物園）の園長を務めた。同年、皇居で行われた植物学に関する合同進講に参加した。座談会形式の植物学の進講は1957年（昭和32年）10月16日にも行われ、原寛らと参加している。
1957年（昭和32年）3月に定年で東京大学を退官し、5月には東京大学名誉教授となった。
1970年（昭和45年）には勲三等旭日中綬章を受章した。1984年（昭和59年）7月1日に死去した。

## 受賞・受章
- 熊本県近代文化功労者
- 勲三等旭日中綬章

## 著書

### 単著
- 『全植物辞典 色彩図版』河野成光館、1939年
- 『日本植物名彙』三省堂、1939年
- 『実や種子の散り方』岩崎書店、1951年
- 『草木春秋』石崎書店、1953年
- 『植物の世界』偕成社、1954年
- 『植物文化財 天然記念物・植物』本田正次教授還暦記念会、1957年
- 『日本植物記』東京書籍〈東書選書〉、1983年
- 『植物学のおもしろさ』朝日新聞社〈朝日選書〉、1988年

### 共著
- 本田正次、向坂道治『大綱 植物分類学」綜合科学出版協会、1930年
- 本田正次、松原益太『植物の分類及系統 植物の生態並分布』地人書館、1935年
- 本田正次、林弥栄『日本のサクラ』誠文堂新光社、1974年